# Delfino Pescara 1936
Delfino Pescara 1936, Pescara Calcio ali preprosto Pescara je italijanski nogometni klub iz mesta Pescara. Ustanovljen je bil leta 1936 in trenutno igra v Serie B, 2. nogometni italijanski ligi.
Pescara ima dva pokala Serie B (1986/87, 2011/12), šestkrat pa je nastopala v Serie A. Aktualna sezona beleži sedmi nastop Pescare v najmočnejši italijanski ligi.
Domači stadion Pescare je Stadio Adriatico, ki sprejme 20.476 gledalcev. Barvi dresov sta modra in bela. Nadimka nogometašev sta Delfini in Biancazzurri (Belomodri).

## Rivalstvo
Rivala Pescare sta Lazio in Verona.